# Karte des Piri Reis
Die Karte des Piri Reis ist eine osmanische Seekarte des Zentralatlantiks, die dem Admiral Piri Reis zugeschrieben und deren Entstehung auf den Monat Muharram des Jahres 1513 (9. März bis 17. April) datiert wird. Sie befindet sich im Topkapı-Palast in Istanbul und wurde 2017 in die Liste des Weltdokumentenerbes der UNESCO aufgenommen.

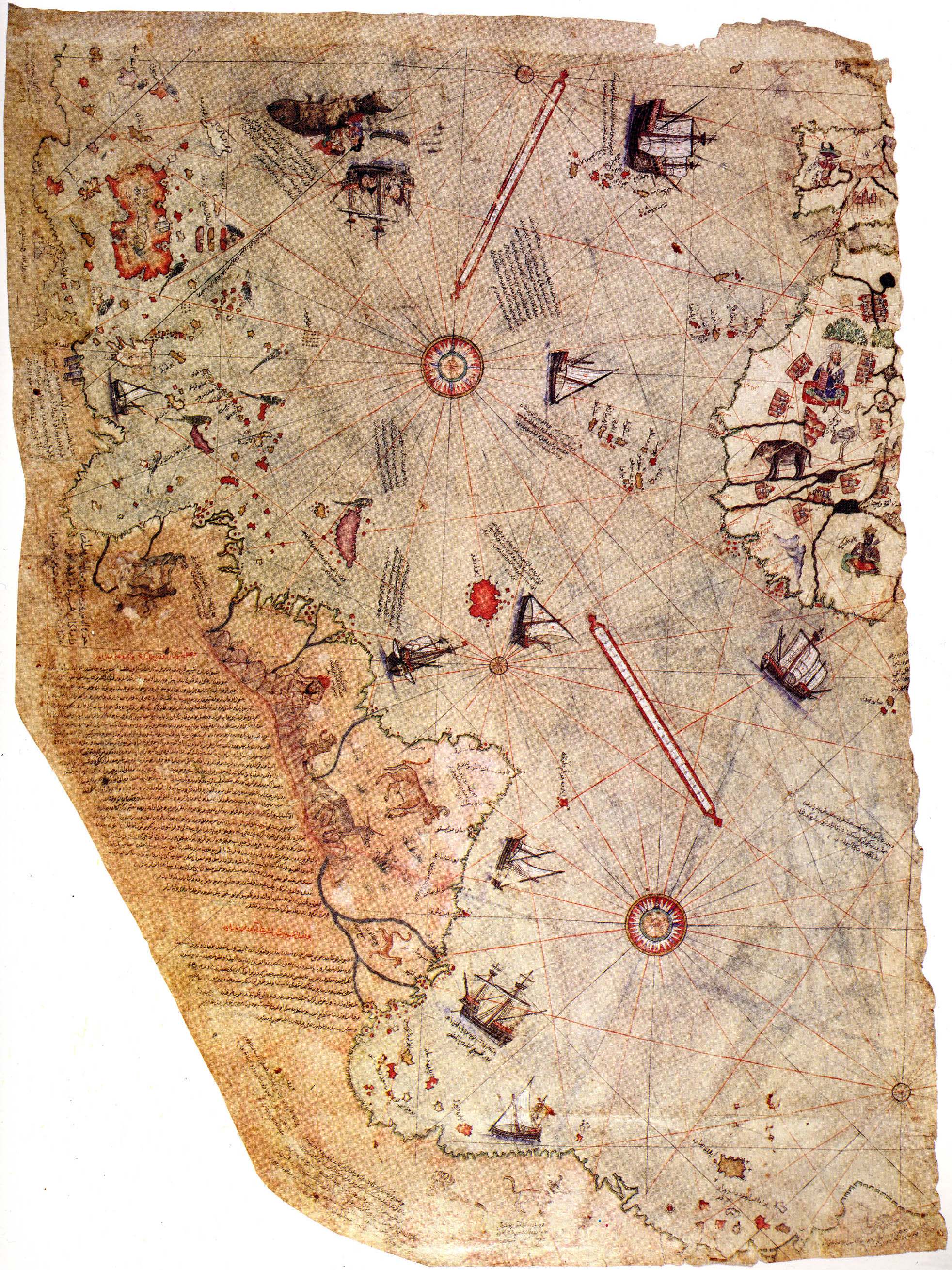
Die Karte des Piri Reis

## Wiederentdeckung
Bei einer vom damaligen Präsidenten Mustafa Kemal Atatürk gewünschten Inventur der osmanischen Palastbibliothek entdeckten 1929 türkische Archivare altgriechische Texte, woraufhin sie den in Ephesos arbeitenden Adolf Deißmann zu Rate zogen. Dabei entdeckten sie am 9. Oktober 1929 die osmanische Seekarte und Deißmann konsultierte den Orientalisten Paul Kahle, der sich zufällig in Istanbul aufhielt und erst kurz zuvor ein Werk über die osmanische Seefahrt verfasst hatte und somit die Karte schnell identifizierte. Die Restauration übernahm Hugo Ibscher.
Die Entdeckung erregte internationales Aufsehen, da sie die einzige damals bekannte Kopie einer Weltkarte von Christoph Kolumbus darstellte und die einzige Karte des 16. Jahrhunderts war, die Südamerika in seiner richtigen Longitudinalposition im Verhältnis zu Afrika zeigte. Geographen hatten mehrere Jahrhunderte damit verbracht, erfolglos nach einer „verlorenen Karte von Kolumbus“ zu suchen, die angeblich gezeichnet worden war, als er in Westindien war.

## Beschreibung
Die Karte ist auf Pergament aus Kamelhaut gezeichnet, mit arabischen Schriftzeichen in osmanischer Sprache beschriftet und in einer der Beischriften auf den Muharram des islamischen Jahres 919 (entspricht 1513 in der christlichen Zeitrechnung) datiert. Das Buch von Piri Reis, aus dem diese Karte stammt (Bahriye), ist in zwei Redaktionen aus den Jahren 1521 und 1524 erhalten.

„Diese Karte ist vom armen Mann Piri ben Hadji Mohammed, bekannt als Neffe des Kemal Reis, in der Stadt Gelibolu (Gallipoli) gezeichnet worden – möge sich Gott der beiden erbarmen – im Monat Muharram des Jahres 919.“

Es handelt sich um eine Portolankarte, wie die vier Kompassrosen (zwei große und zwei kleine) zeigen, von denen Peillinien ausgehen. Einige Analysen behaupten, dass die Karte eine auf Kairo zentrierte Mittabstandstreue Azimutalprojektion ist, eine Analyse von Steven Dutch aus dem Jahr 1998 zeigt allerdings eine bessere Übereinstimmung mit einem Punkt nahe dem Schnittpunkt des heutigen Nullmeridians und des Äquators. An den Rändern der Karte befinden sich umfangreiche Notizen in osmanisch-türkischer Sprache sowie einige Innendetails, die größtenteils ungenau und phantasievoll sind.
Die Maße der Karte werden, hauptsächlich aufgrund der beschädigten Ecke, in diversen Verhältnissen von 90–85 cm × 65–60 cm angegeben.

## Inhalt
Sie zeigt neben schon lange bekannten Gegenden Westeuropas, des Mittelmeers und Nordafrikas auch Küstenlinien Westafrikas sowie Nord- und Südamerikas. Die Genauigkeit der Piri-Reis-Karte ist gemischt. Die iberische Halbinsel und die Küste Afrikas werden genau dargestellt. Inselgruppen im Ostatlantik wurden genau platziert, aber nicht im richtigen Maßstab gezeichnet. Der nördliche Teil der südamerikanischen Küste wird auch ziemlich genau wiedergegeben und korrekt gegenüber von Afrika positioniert. Die Darstellung der Karibik soll laut Reis’ Angaben auf eine Karte von Christoph Kolumbus zurückgehen, von der Piri Reis’ Onkel Kemal Reis ein Exemplar bei einer Seeschlacht gegen die Republik Venedig erbeutet haben soll. Das Gebiet, das Nordamerika darstellt, hat jedoch wenig Ähnlichkeit mit der tatsächlichen Küstenlinie, abgesehen von einer Projektion, die Neufundland abbilden könnte. Bei einer nahe gelegenen Insel mit der Bezeichnung „Antilia“ könnte es sich um Nova Scotia handeln, da sich dort eine Notiz auf die Reisen von Saint Brendan bezieht. Deutlich erkennbar im südlichen Bereich der Ostküste Südamerikas ist die Mündung des Río de la Plata. Ein Großteil des Gebiets nördlich der Karibik basiert möglicherweise auf Karten der asiatischen Küste, was die damalige Verwirrung über die entdeckten Gegenden widerspiegeln würde.

### Diskrepanzen und Genauigkeit
Es gibt zwei Hauptabweichungen von bekannten Küsten: die oben erwähnte nordamerikanische Küste und der südliche Teil der südamerikanischen Küste. Auf der Karte von Piri Reis ist letzterer ab dem heutigen Rio de Janeiro scharf nach Osten abgeknickt. Der Autor Arlington H. Mallery formulierte 1956 die These, dass diese Linie die Küste des Königin-Maud-Landes in der Antarktis zeige. Da die Karte ab dem südlichen Brasilien allerdings mit keiner aktuellen Küstenlinie wirklich vergleichbar ist, und die Erforschung der Antarktisküste zu diesem Zeitpunkt noch nicht möglich war, wurde die Theorie mehrheitlich zurückgewiesen.
Zur Ähnlichkeit mit der tatsächlichen Geographie wird festgestellt:

“Features on the South American coast down to southern Brazil can be identified with certainty. Beyond that, though, the map is fantasy. It doesn’t match either South America or Antarctica very well.”

„Bestimmte Charakteristika der Küste Südamerikas hinunter bis nach Südbrasilien können mit Sicherheit identifiziert werden. Darüber hinaus ist die Karte aber reine Phantasie. Sie stimmt weder mit Südamerika noch der Antarktis wirklich überein.“

Obwohl die Karte für ihre frühzeitliche Genauigkeit bekannt ist, stellte McIntosh beim Vergleich mit mehreren anderen Karten im Portolankarten-Stil der Zeit fest, dass:

“The Piri Reis map is not the most accurate map of the sixteenth century, as has been claimed, there being many, many world maps produced in the remaining eighty-seven years of that century that far surpass it in accuracy. The Ribeiromaps of the 1520s and 1530s, the Ortelius map of 1570, and the Wright-Molyneux map of 1599 ('the best map of the sixteenth century') are only a few better-known examples.”

„Die Karte des Piri Reis ist nicht, wie behauptet wurde, die genaueste Karte des sechzehnten Jahrhunderts, da es viele, viele Weltkarten gibt, die in den verbleibenden siebenundachtzig Jahren des Jahrhunderts erstellt wurden und deren Genauigkeit diese weit übertreffen. Die Ribeiro-Karten der 1520er und 1530er Jahre, die Ortelius-Karte von 1570 und die Wright-Molyneux-Karte von 1599 („die beste Karte des 16. Jahrhunderts“) sind nur einige bekanntere Beispiele.“

Die Karte von Piri Reis wurde allerdings 1513 zusammengestellt und ist somit älter als alle oben aufgeführten Karten.

## Entstehung der Karte
Zur Frage, wie Piri Reis an die in der Karte enthaltenen Informationen gelangt ist, gibt es verschiedene Spekulationen. Piri Reis gibt selbst an, mindestens 20 Karten zur Herstellung der Piri-Reis-Karte verwendet zu haben, von denen einige bis auf die Zeit Alexander des Großen zurückgingen. Offensichtlich sind ihm dabei Fehler unterlaufen, welche die Ungenauigkeiten hervorriefen. Piri Reis nimmt Bezug auf die Reisen von Christoph Kolumbus, die zwischen 1492 und 1504 in die Karibik führten. Im Text, der im südlichen Teil Südamerikas wiedergegeben ist, werden etwa 20 See- und Weltkarten erwähnt, unter ihnen auch eine Karte der westlichen Region, die von Qulünbü (Kolumbus) gezeichnet worden sei.
Die Karibik wird aber in der Karte sehr ungenau wiedergegeben. Es wird daher vermutet, dass für diesen Teil der Karte andere Quellen für die Erstellung verwendet wurden. Auf der Karte befinden sich Kommentare, die ausdrücklich davon sprechen, dass das Wissen portugiesischer Seefahrer in die Karte eingeflossen sei. Unklar ist jedoch, ob dies lediglich die östliche oder auch die westliche Atlantikküste betrifft. Immerhin sind die Küstenlinien Südamerikas relativ gut aufgelöst, was eventuell den Portugiesen zugerechnet werden könnte. Einige vermuten hierzu, dass die portugiesische Krone schon lange vor Kolumbus über genauere Kenntnisse dieser Gebiete verfügt hätte, diese aber als Staatsgeheimnis zu Gunsten der eigenen Seefahrer gehütet worden wären.
Vom südlichen Teil nimmt man an, dass er auf eine portugiesische Karte zurückgehe.
Gestützt wird diese Hypothese dadurch, dass Kolumbus zuerst in Portugal Unterstützung suchte, bevor er mit Erfolg bei der spanischen Krone vorstellig wurde. Auch der Umstand, dass Kolumbus Glasperlen und andere Waren mit an Bord genommen hatte, um damit Handel zu treiben, wird zur Stützung dieser These herangezogen.

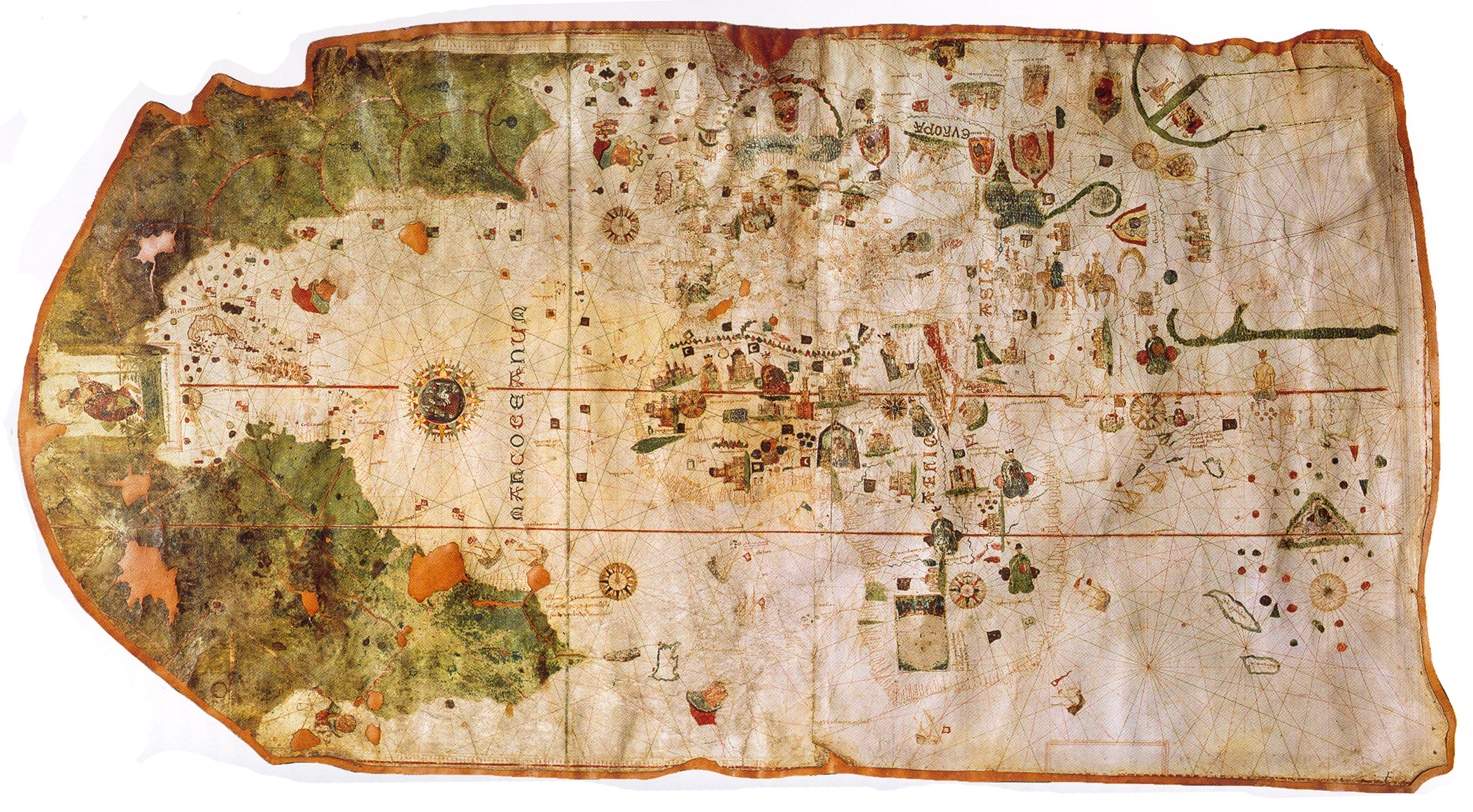
Weltkarte des Juan de la Cosa (1500)

Kartometrische Untersuchungen zeigten, dass die Genauigkeit der Piri-Reis-Karte deutlich schlechter war als die von Juan de la Cosa. Juan de la Cosa begleitete Kolumbus auf mehreren Fahrten nach Amerika.

„Vergleicht man die Ergebnisse dieser Untersuchung mit der Genauigkeit der Karte des Juan de la Cosa aus dem Jahre 1500 […], so werden bemerkenswerte Unterschiede ersichtlich. Juan de la Cosa nahm als Eigner des Flaggschiffes Santa Maria im Jahre 1492 an der Entdeckung Amerikas teil und verfügte bezüglich der Darstellung Amerikas offensichtlich über bessere Quellen.“

Die Weltkarte des Alberto Cantino

Andere Untersuchungen zeigten, dass die Spanier schon viele Jahre vor Piri Reis bessere Resultate bezüglich der Kartografie in der Darstellung der Neuen Welt erzielten.

„Von den vier besprochenen Karten scheinen drei, nämlich die von Piri Reis, Juan de la Cosa und Alberto Cantino, miteinander verwandt, ohne daß eine von der anderen kopiert zu sein scheint. Es ist möglich, daß sie auf eine gemeinsame Vorlage zurückgehen.“